# Carlos Aurellio
Carlos Darío Aurellio Iacono (Mar del Plata, 22 maggio 1976) è un ex calciatore argentino, di ruolo difensore.

## Carriera
La sua prima squadra professionistica è stata il Gimnasia (LP) con il quale è sceso in campo in tre stagioni del massimo campionato argentino totalizzando 42 presenze e 7 reti.
Nel 1999 arriva nel calcio italiano, firmando col Brescia dove rimane per una stagione di Serie B, l'anno seguente gioca ancora in cadetteria con il Cosenza.
Nel 2001 si trasferisce in Scozia al Livingston dove gioca 14 partite (segnando una rete) nella Scottish Premier League (la sua squadra giunge terza ed approda così alla Coppa UEFA).
Nel 2002 torna in Italia militando per 3 stagioni in Serie C1 con la SPAL, nel 2006 passa alla Sangiovannese dove disputa una partita.